# Артур (серія книг)
Серія книг «Артур» належить до жанру фентезійних романів для дітей. Автором серії є Люк Бессон — кінорежисер і продюсер. Всі книги серії були опубліковані у період 2002—2005 рр. у таких країнах як Франція, США та Сполучене Королівство.
Цю назву також використовують для позначення знятих на основі книг повнометражних фільмів, сценаристом, продюсером і режисером яких є Л. Бессон. У період 2006—2010 рр. проходили зйомки і виходили у прокат фільми у Франції, Великої Британії та США. Цю серію випустили також у форматі відеоігор.

## Романи
Вперше ці чотири романи були опубліковані у Франції видавництвом Intervista. У більш пізніх перевиданнях опублікованих видавництвом Le Livre de Poche частину «Artur et» в назві опустили.
1. Arthur et les Minimoys (2002, дослівний переклад Артур і мініпути)
2. Arthur et la cité interdite (2003, дослівний переклад Артур і Заборонене місто)
3. Arthur et la vengeance de Maltazard (2004, дослівний переклад «Артур і помста Урдалака»)
4. Arthur et la guerre des deux mondes (2005, дослівний переклад «Артур і війна двох світів»)

Лише перші дві книги були опубліковані англійською (перекладач: Еллен Соучек) такими видавництвами як HarperCollins у США та Faber and Faber у Сполученому Королівстві. У 2007 році останній видавець перевидав ці дві книги в одному томі під назвою «Артур і невидимки».

## Фільми
1. «Артур і невидимки» (2006) (також відомий як Артур і мініпути), знятий за мотивами двох книг: «Arthur et les Minimoys» та «Arthur et la cité interdite».
2. «Артур і помста Урдалака» (2009), заснований на «Arthur et la vengeance de Maltazard».
3. «Артур 3: Війна двох світів» (2010), заснований на «Arthur et la guerre des deux mondes».
4. «Прокляття Артура» (2022) (дослівно Артур, прокляття), окремий додатковий фільм.

Друга та третя частини, які були зняті одразу одна за одною, мають пряму безперервну сюжетну лінію, але лише в англійській версії дещо відрізняються за складом акторів озвучування.

## Відеоігри
Разом із першими двома фільмами були випущені відеоігри для популярних консолей того часу. Ігри під назвою «Артур і помста Урдалака» стали популярними у Сполученому Королівстві, незважаючи на те, що не були схожі на фільм.
- Артур і невидимки (Game Boy Advance, Microsoft Windows, Nintendo DS, PlayStation 2)
- Артур і помста Урдалака (Microsoft Windows, Nintendo DS, PlayStation 3, Wii)

## Інше
- Артур і невидимки: оригінальний саундтрек до фільму
- «4-D фільм», Артур: L'Aventure 4D, був головною принадою парку розваг Futuroscope.
- У червні 2014 року у тематичному парку Europa-Park в Русті, Німеччина, відбулося відкриття атракціону Arthur — The Ride: перевернуті догори дриґом американські гірки темного кольору створені за мотивами фільмів і персонажів книг про Артура. Атракціон супроводжується аудіо-аніматронікою та проєкціями з фільмів. Вартість побудови атракціону склала 25 мільйонів євро.[3]